# Chahe (sockenhuvudort i Kina, Yunnan Sheng, lat 24,28, long 102,25)
Chahe (kinesiska: 岔河) är en sockenhuvudort i Kina. Den ligger i provinsen Yunnan, i den sydvästra delen av landet, omkring 97 kilometer sydväst om provinshuvudstaden Kunming. Antalet invånare är 10 606. Befolkningen består av 4 767 kvinnor och 5 839 män. Barn under 15 år utgör 16,0 %, vuxna 15-64 år 73 %, och äldre över 65 år 9,0 %.
Runt Chahe är det ganska tätbefolkat, med 83 invånare per kvadratkilometer. Närmaste större samhälle är Dianzhong, 13,8 km norr om Chahe. I omgivningarna runt Chahe växer i huvudsak blandskog.
Genomsnittlig årsnederbörd är 1 000 millimeter. Den regnigaste månaden är juni, med i genomsnitt 192 mm nederbörd, och den torraste är februari, med 9 mm nederbörd.